# 墨脱小树蛙
墨脱小树蛙（学名：Philautus medogensis）为树蛙科小树蛙属的两栖动物，是中国的特有物种。分布于西藏等地，多生活于茂密林区湖边小路旁阔叶灌木的叶片上。其生存的海拔上限为1500米。该物种的模式产地在西藏墨脱西工湖。其种加词“medogensis”意为“墨脱的”。

## 保护
本种于2023年被收录入《有重要生态、科学、社会价值的陆生野生动物名录》。